# Međunarodna zračna luka Hong Kong
Međunarodna zračna luka Hong Kong (IATA: HKG, ICAO: VHHH) (kineski: 香港國際機場) je glavna zračna luka u Hong Kongu u Kini. Drugo ime za ovu zračnu luku je Chek Lap Kok (kineski: 赤鱲角機場), po imenu otoka, na kojemu je izgrađena. Od 2010. prva je zračna luka u svijetu po prevezenome teretu, a 8. po putničkome prometu.
Otvorena je 1998. godine i važna je kao središte teretnoga i putničkoga zračnoga prometa te tranzitna točka do destinacija u Kini, Istočnoj Aziji i Jugoistočnoj Aziji. Nagrađena je nagradom „Najbolja zračna luka“ zaredom između 2001. i 2005. godine.
Međunarodna zračna luka Hong Kong radi 24 sata dnevno i ima mogućnost da primi 45 milijuna putnika i tri milijuna tona tereta godišnje. 
Izgrađena je najvećim dijelom na otocima Chek Lap Kok i Lam Chau. Ova dva otoka bila su zaravnjena i spojena, a na njima je izgrađena pista zračne luke, koja je povezana sa sjeverne strane otoka Lantau blizu sela Thung Chung. Kopno koje je nastalo amelioracijom za zračnu luku čini skoro 1% površine Hong Konga. Međunarodna zračna luka Hong Kong zamijenila je bivšu zračnu luku Kai Tak, koja se nalazi u gradu Kowloonu.
Izgradnja ove nove zračne luke bila je u okviru programa, koji je obuhvaćao izgradnju nove ceste i željezničke pruge do zračne luke, uz izgradnju mostova i tunela kao i veliku amelioraciju kopna između otoka Hong Kong i Kowloon. Prema Guinnessovoj knjizi rekorda, ovo je najskuplja amelioracija kopna na svijetu.
Međunarodna zračna luka Hong Kong otvorena je 6. srpnja 1998. godine, nakon izgradnje koja je trajala šest godina i stajala 20 milijardi američkih dolara. Nakon otvaranja pojavili su se mnogobrojni problemi zbog kojih je vlada Hong Konga ponovo otvorila Aerodrom Kai Tak za letove teretnoga prometa. Posle šest mjeseci, situacija se normalizirala na Međunarodnoj zračnoj luci Hong Kong .
Dana, 28. veljače 2007. otvoren je drugi terminal. U okviru terminala nalazi se i SkyPlaza tržni centar, s velikim brojem raznovrsnih prodavaonica i restorana.